# Route forestière 8
Die Route forestière 8 war eine Straße auf Korsika, die 1854 durch den Décret Impérial im Jahr 1782 festgelegt wurde. Sie wurde angelegt, um einen der Wälder Korsikas für die Holzwirtschaft zu erschließen. Betrieben durch den Staat, hatte sie den Rang einer Nationalstraße. Die F8 führte vom Hafen in Galéria nach Ométa. Dabei war sie durch die Nationalstraße 199 unterbrochen. Ihre Gesamtlänge betrug 21 Kilometer. 1973 wurde sie abgestuft.